# Lyngbykredsen (før 2007)
Lyngbykredsen var fra 1920 til 2007 en opstillingskreds i Københavns Amtskreds.
Den 8. februar 2005 var der 61.028 stemmeberettigede vælgere i kredsen.
Kredsen rummede i 2005 flg. kommuner og valgsteder::
1. Lyngby-Taarbæk Kommune
  1. Engelsborg
  2. Fuglsanggård
  3. Hummeltofte
  4. Kongevej
  5. Lindegård
  6. Lundtofte
  7. Lyngby Midt
  8. Taarbæk
  9. Trongård
  10. Virum
2. Søllerød Kommune
  1. Dronninggård
  2. Gl. Holte
  3. Ny Holte
  4. Nærum
  5. Skodsborg
  6. Skovly
  7. Søllerød
  8. Vedbæk

Opstillingskredsen blev splittet op 1. januar 2007 således at Lyngby-Taarbæk Kommune fortsatte som en selvstændig kreds: Lyngbykredsen og Søllerød Kommune blev en del af den nye Rudersdalkredsen i Nordsjællands Storkreds.